# Rien Hogendoorn
Rien Hogendoorn is een personage uit de Nederlandse soapserie Goede tijden, slechte tijden. Het personage had de primeur de eerste echte slechterik te zijn in een Nederlandse soap. De rol van Rien werd vertolkt door Joost Buitenweg.

## Verhaallijn

### Seizoen 1
Rien is de zoon van de beruchte zakenman en tevens multi-miljonair Herman Hogendoorn en tevens de halfbroer van Frits van Houten. Hij was altijd Hermans oogappel. In het allereerste begin kan Rien goed overweg met zijn vrienden Arnie, Peter, Annette en Linda. Dit verandert al snel wanneer hij aan de slag gaat op de postkamer van het reclamebureau Stenders & Partners. Sindsdien gebruikte hij doorlopend mensen om zaakjes voor elkaar de krijgen, zaakjes waar altijd een luchtje aan bleek te zitten. Zodra het seizoen goed en wel begonnen is begint Rien een relatie met Linda Dekker. Linda liet haar vriendje Arnie vallen voor de rijkeluiszoon Rien. Rien gebruikte Linda om klanten binnen te halen bij reclamebureau Stenders. Op zijn beurt werd Rien door Linda gebruikt als katalysator voor haar carrière. In de relatie tussen Rien en Linda is er vanuit Linda dan ook geen sprake van liefde, Rien houdt echter oprecht van haar. Nadat Rien oneervol wordt ontslagen bij Stenders vanwege verduistering, richt hij zich volledig op het management van Linda's carrière. De relatie eindigt als Herman Linda aanbiedt om mee te gaan naar New York en zij samen vertrekken. Hoewel Rien met zijn vader had gebroken, weet Herman hem terug naar het bedrijf Hogendoorn Enteprise te halen, waar hij moet samenwerken met zijn halfbroer Frits van Houten.

### Seizoen 2
Frits is de buitenechtelijke zoon van Herman Hogendoorn en tussen de broers is er de nodige rivaliteit. Op een dag deelt Frits Rien mee dat het geen zin meer heeft, Nico Stenders heeft het bedrijf overgenomen en stuurt zijn vrouw Stefanie om de boel over te nemen. Frits wordt van zijn troon gestoten en Rien volgt even later, nadat Stefanie hem voor haar eigen belangen heeft gebruikt. Met het geld dat Rien gespaard heeft helpt hij zijn broer Frits met het opzetten van 'Van Houten International'. Hier ontmoet Rien Valerie Grafdijk. Zij zorgt ervoor dat Rien in de gevangenis belandt. Rien is namelijk verantwoordelijk voor een dodelijk verkeersongeluk en Valerie is ook bij het ongeluk betrokken, dus al gauw praat ze haar mond voorbij en Rien belandt in de gevangenis. 

### Seizoen 3
Wanneer Rien weer vrij is, biedt Frits aan om bij hem te logeren en Rien gaat daarop in, maar dat kost Rien zijn leven. Trix Gerritse, de ex van Frits, stuurt een huurmoordenaar op Frits af, omdat ze boos op hem is wat hij haar heeft aangedaan. Rien loopt nietsvermoedend in de badjas van Frits rond en hij doet de deur open en wordt neergeschoten.
De dood van Rien is de eerste stap in de definitieve verwijdering tussen Herman en Frits, Herman houdt Frits verantwoordelijk voor de dood van zijn favoriete zoon. Hij ontvoert Frits' zoon en noemt hem Herman-Rien en zorgt er tevens voor dat Frits zijn zoon nooit zal ontmoeten. Frits overlijdt drie jaar later. Zijn zoon heeft hij dan nooit gekend maar die is wel naar Meerdijk gekomen. Na het overlijden van Herman, heeft hij zijn naam veranderd in Jack van Houten.

## Familiebetrekkingen
- Herman Hogendoorn (vader; overleden)
- Frits van Houten (halfbroer; overleden)
- Hans van Houten (halfbroer)
- Jack van Houten (neefje)
- Sjors Langeveld (nichtje)
- Wiet van Houten (nichtje)